# Albert-Valentin Thomas
Pour les articles homonymes, voir Thomas.
Albert-Valentin Thomas, né le 21 octobre 1869 à Paris et mort le 18 juin 1917 à Nazelles, est un peintre français.

## Biographie
Albert-Valentin est l'enfant reconnu de François Valentin Thomas, professeur de dessin, propriétaire rentier, et de Louise Elzear.
Élève d'Henri-Lucien Doucet, Jules Lefebvre, Albert Maignan, et Alfred-Henri Bramtot, il expose au Salon à partir de 1893. Il devient membre de la Société des artistes français.
En 1894, il épouse Marthe Berthe Julia Caplain, fille d'Eugène Caplain, négociant, et de Rosalie Adeline Monturet-Valade.
Peintre de genre, il est récompensé d'une mention honorable en 1896, d'une médaille de troisième classe en 1898 et d'une médaille de deuxième classe en 1903.
Il meurt à son domicile, le château de Perreux à Nazelles, à l'âge de 47 ans.